# Adolphe Petit

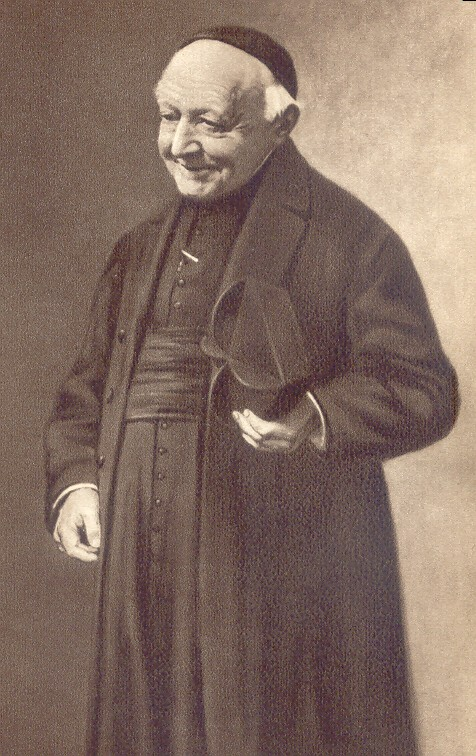
Pater Adolphe Petit

Adolphe Petit ook Adolf Petit (Gent, 22 mei 1822 - Drongen, 20 mei 1914) was een Belgische jezuïet.

## Levensloop
Adolf Petit werd in Gent geboren als zoon van arme ouders. Hij verloor zijn moeder op zeer jonge leeftijd. In 1842 trad hij in bij de Jezuïeten en in 1855 werd hij priester gewijd. Hij gebruikte zijn talenten hoofdzakelijk voor het geven van retraites, vooral in het retraitenhuis dat hij stichtte in Drongen. Zusters en broeders, priesters en leken kwamen aldus met hem in contact en er ontwikkelde zich een netwerk van personen aan wie hij raad en bijstand verleende. Hij werd aldus stilaan een van de erkende en invloedrijke zielzorgers en raadgevers in de intellectuele middens in België. Hij werd gekenmerkt als iemand van een buitengewone eenvoud en een vast geloof. Armen en noodlijdenden waren bij hem altijd welkom.
Hij stond aan de wieg in België van l'Oeuvre du Calvaire die in 1886 in Brussel werd gesticht en een van de vroegste vormen van palliatieve zorgen tot stand bracht. De doelstelling luidde: hulpverlening aan ongeneeslijke zieken die aan hun lot zijn overgelaten en dit zonder onderscheid van geloof, klasse of ras. (Thans opgenomen onder de naam 'Institut Albert Ier et Reine Elisabeth' in de organisatie van de Cliniques Universitaires Saint-Luc in Sint-Lambrechts-Woluwe).

## Devotie
Na de dood van pater Petit kwam een devotiebeweging op gang onder vooral de dankbare oud-retraitanten uit de Gentse burgerij, ondersteund door medebroeders van de overledene. Verschillende hagiografische biografieën werden aan hem gewijd. In 1937 werd een procedure voor zaligverklaring aangevat en werd hij Dienaar Gods. Zijn kist werd in 1938 geopend en men trof er zijn bruin geworden maar intact lichaam aan, wat als een teken van heiligheid werd beschouwd. Een kapel gewijd aan de heilige Jozef werd op de gronden van de Oude Abdij in Drongen gebouwd en het stoffelijk overschot werd er plechtig naar overgebracht, in het bijzijn van de toenmalige bisschop van Gent Honoré-Jozef Coppieters.
Op 15 december 1966 werd Petit uitgeroepen tot 'Eerbiedwaardige Dienaar Gods' of 'Venerabilis Servus Dei', eerste stap naar de zaligverklaring. 
Met de jaren viel de devotie stil. De jezuïet Robert De Kinder trad op als vice-postulator om, naast de in Rome gevestigde 'postulator' de 'Causa Pater Adolphus Petit' (dossier no 141) te bevorderen. Hij werd opgevolgd door pater Jean Rollier s.j. (1918-2008). Beiden konden het niet verhelpen dat de verering en faam van de pater nooit verder is gegaan dan een groep getrouwen, die stilaan ook het tijdelijke met het eeuwige wisselden. Het zaligverklaringsproces werd in 1992 gestopt.

## Blijvende herinneringen
In Drongen herinneren nog aan Petit: 
- de Sint-Jozefskapel met een weelderige marmeren grafsteen,
- zijn afbeelding in een glasraam van het retraitehuis,
- een natuurgetrouw standbeeld vooraan in de tuin,
- een straat die zijn naam draagt, Adolf Petitstraat.

Zijn archief berust in de archieven van de Vlaamse jezuïetenprovincie in Heverlee-Leuven.

## Publicaties
- Sacerdos rite institutus piis exercitationibus menstruae recollectionis, auctore P. Adulpho Petit,... Series I-V, Brugge, 1891
- Mon navire. Souvenirs de mes retraites, Brugge, St.-Augustinusdrukkerij, 1912
- My bark, Londen, B. Herder, 1914
- Mijn ziele-schip, vertaald door H. Van Waes, s.j., 1934